# Josef Sudek
Ne doit pas être confondu avec Jan Saudek.
Pour les articles homonymes, voir Sudek.
Josef Sudek est un photographe tchèque, né le 17 mars 1896 à Kolín dans le royaume de Bohême, alors intégré à l'Autriche-Hongrie), et décédé le 15 septembre 1976 à Prague.

## Biographie

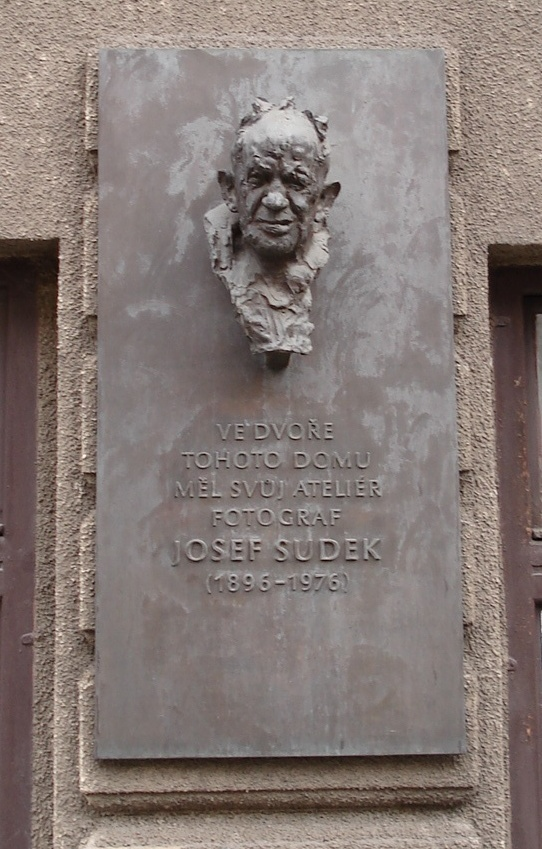
Plaque à la mémoire de Josef Sudek.

Son père, peintre en bâtiment, meurt alors que le futur photographe a trois ans. À l'âge de quatorze ans, Sudek part à Prague pour un apprentissage où il apprend la reliure. Il photographie en amateur dès 1913.
Il accomplit son service militaire à Kadaň en 1915 et part ensuite pour le front italien armé de son appareil photographique. Il revient amputé du bras droit à cause d'une grenade.
Il devient photographe après avoir étudié la photographie pendant deux ans à Prague à l'école des arts graphiques de 1922 à 1923 avec Jaromir Funke. Sa pension d'invalidité lui laisse la possibilité de se consacrer à la photographie d'art et dans les années 1920 il travaille dans un style pictorialiste. En 1924, poussé par un club de photographie local, il devient le cocréateur de la Société Photographique de Prague (Pražskou fotografickou společnost). En 1927 il lance son propre studio. Il photographie les mutilés de guerre, la restauration de la cathédrale Saint-Guy de Prague et voyage deux mois en Italie.
De 1927 à 1936, il réalise des portraits, des reportages et des paysages pour la maison d'édition dp (Družstevní práce) dans les locaux de laquelle il organise sa première exposition personnelle en 1932. Il expose ensuite à plusieurs reprises à Prague. En 1933, il prend part à l'exposition La photographie sociale.
À partir de 1940, il adopte l'appareil grand format (30 × 40 cm), utilise la caméra panoramique Kodak (1899, 10 × 30 cm).
Durant la Seconde Guerre mondiale et après, Sudek créa des paysages de nuit de Prague, photographia les paysages boisés de Bohème et la fenêtre en verre qui menait à son jardin (les célèbres séries La fenêtre de mon atelier). Il poursuivit en photographiant l'intérieur encombré de son studio (les séries Labyrinths).
En 1954, il obtient le Prix de la ville de Prague et en 1961, le titre d'artiste émérite par le gouvernement tchèque.
Il est exposé à l'Ouest, pour la première fois, en 1974, à la George Eastman House, et publie seize ouvrages au cours de sa vie. Appelé le "poète de Prague", Sudek resta célibataire et fut une personne timide et solitaire : il n'apparut jamais aux vernissages de ses expositions et peu de gens figurent dans ses photos.
En dépit des privations de la guerre et du communisme, il constitua une collection renommée d'enregistrements de musique classique.

## Expositions

### Expositions personnelles
- octobre 1981 : Joseph Sudek, Galerie municipale du Château d'eau, Toulouse[3].
- 20 janvier - 13 mars 1988 : Josef Sudek, Centre Georges-Pompidou, Paris[4],[5].

- 26 octobre - 12 novembre 1989 : Josef Sudek, Műcsarnok, Budapest[6].
- 3 mars - 6 mai 1990 : Josef Sudek : poet of Prague, Philadelphia Museum of Art, Alfred Stieglitz center, Philadelphie

puis 20 octobre 30 décembre 1990 : North Carolina Museum of Art, Raleigh ; 7 mars - 3 mai 1992 : Toledo Museum of Art, Toledo (Ohio) ; 12 septembre - 6 décembre 1992 : High Museum of Art, Atlanta.
- 1993 : Josef Sudek. Panoramiques, Musée des Beaux-Arts, Nantes[7].

- 25 avril - 27 août 1995 : Josef Sudek. Rétrospective, Musée de l'Élysée, Lausanne[8],[9].

- 7 mars - 24 mai 1998 : Josef Sudek : Das stille Leben der Dinge. Fotografien von 1940-1970 aus der Moravská Galerie, Brno, Kunstmuseum, Wolfsburg[10].

puis septembre - novembre 1998 : El silenci de les coses. Josef Sudek : fotografies dels anys 1940-1970 de la collecció de la Moravská galerie de Brnos, fondation La Caixa, Barcelone ; décembre - janvier 1999 : Université de Salamanque.
- 17 octobre - 20 décembre 1998 : Une rose pour Josef Sudek (1896-1976), Palais des Beaux-arts, Charleroi[11].

- 17 septembre - 22 octobre 2002 : Josef Sudek. Prague panoramique : à travers les collections du Musée des arts décoratifs de Prague, Maison européenne de la photographie, Paris[12].

- 7 juin - 25 septembre 2016 : Josef Sudek, le monde à ma fenêtre, Jeu de paume, Paris[13]

puis 28 octobre 2016 - 19 mars 2017 : Musée des beaux-arts du Canada.

### Expositions collectives
- 13 octobre 2006 - 28 janvier 2007 : In the face of history : European photographers in the twentieth century, Barbican art gallery, Londres[15].

## Cote
Plus de 130 de ses œuvres sont passées en vente publique au cours des 20 dernières années pour des prix allant de quelques centaines d'euros jusqu'à plus de 85 000 € lors d'une vente aux enchères chez Sotheby's en avril 2007.
Sotheby’s a obtenu un record mondial pour cet artiste en novembre 2010 à Paris avec le tirage pigmentaire d'époque Sans titre (Étude de nature-morte), 1952, vendu 300 750 €.